# Bonerowie

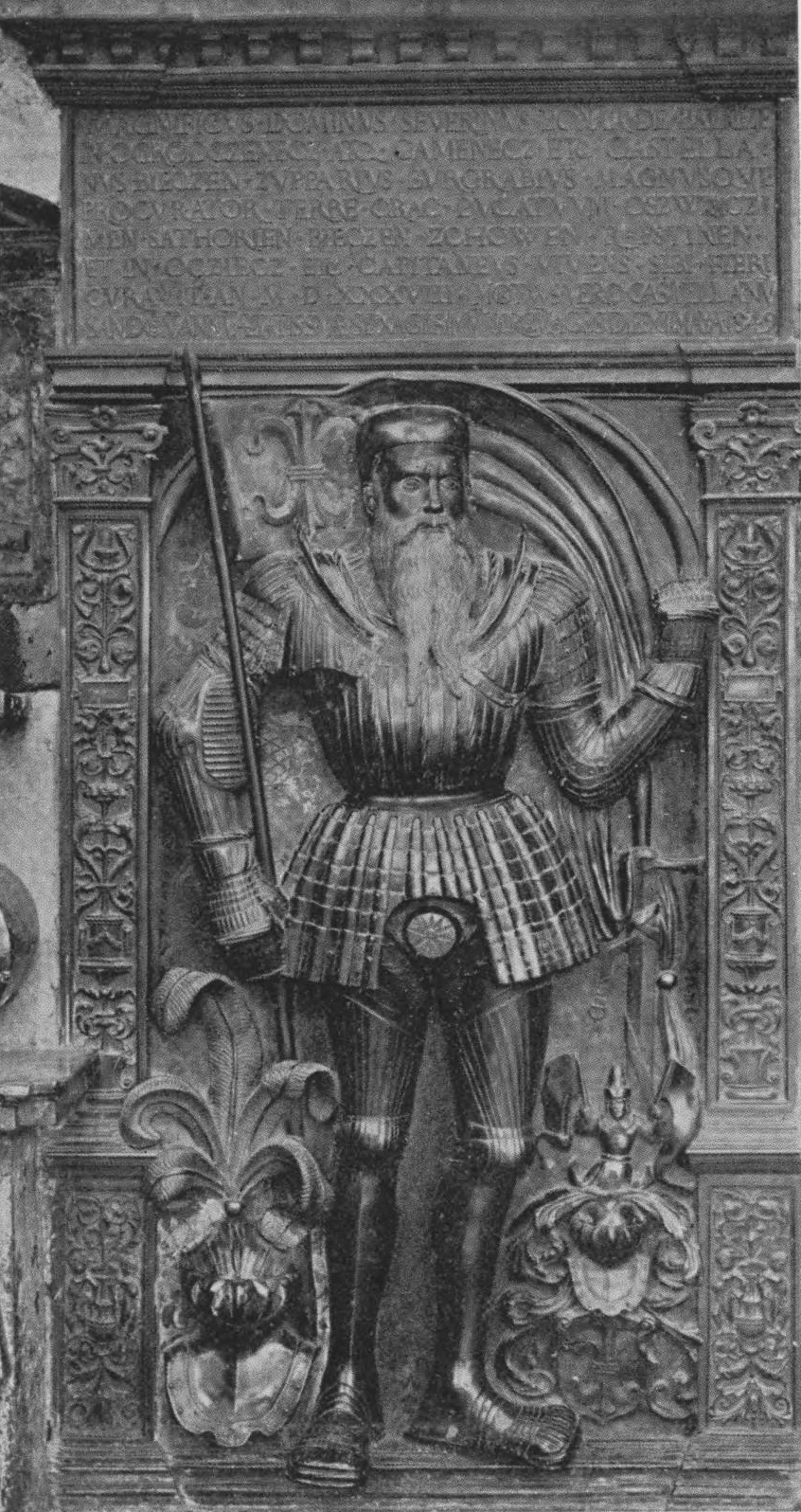
Grabmal der Boner in der Krakauer Marienkirche von Hans Vischer

Die Familie Boner (polnisch Bonerowie) war ein deutschstämmiges Patrizier-Geschlecht aus Krakau, das eine bedeutende Rolle in der Geschichte des Königreichs Polen und der Adelsrepublik Polen-Litauen im 15. und 16. Jahrhundert spielte. Ihre Wurzeln hatten sie im Elsaß.

## Geschichte
Mitglieder der Familie Boner waren Ratsherren, Kaufleute, Bankiers, Diplomaten, Stifter, Vögte und Verwalter der polnischen Könige aus der Dynastie der Jagiellonen. Sie zählten zu den reichsten und einflussreichsten Patriziern in Krakau im 16. Jahrhundert. 1514 wurden sie in den Adelsstand erhoben. 
Severin Boner aus Landau in der Pfalz war Gründer des Geschlechts. Seine Söhne Hans Boner, Jakob Andreas Boner und Friedrich Boner gingen nach Schlesien und Kleinpolen, wo sie zunächst das Haus zur Goldenen Sonne am Marktplatz in Breslau bewohnten. 1483 ging Hans nach Krakau, wo er als Betreiber von Papiermühlen und Verwalter von Salzbergwerken zu großem Reichtum kam. Danach wurde er zum Bankier der polnisch-litauischen Könige Alexander und Sigismund dem Alten. Er starb kinderlos und vermachte sein Vermögen und sein Wappen seinem Neffen Severin Boner, dem Sohn von Jakob Andreas. Dieser machte ebenfalls am polnisch-litauischen Königshof in Krakau Karriere, war aber auch Geldgeber der Habsburger, von denen er 1540 den Titel eines Reichsbaron erhielt. Er erwarb zahlreiche Güter um Krakau, gründete Städte nach Magdeburger Recht und förderte die Künste. Am Lebensende schloss er sich der calvinistischen Reformation an. Seine Brüder Franz und Jakob Boner waren Ratsherren in Krakau. Seine Schwestern Barbara und Helena heirateten Breslauer Ratsherren und Magdalena heiratete den Magnaten Stanisław Radziwiłł. Hans Boner, Sohn von Severin, war Krakauer Burggraf und Kastellan, sowie Kastellan von Auschwitz, Biecz, Chełm, Starost von Rabsztyn und der Zips. Seine Brüder Stanislaus, Severin und Jakob Friedrich waren ebenfalls Kastellanen und Starosten. Seine Schwester Sofia heiratete den Kronmarschall Jan Firlej. Die Firlej beerbten die 1592 im Mannesstamm ausgestorbenen Boner. In der Nebenlinie starben sie im 17. Jahrhundert aus. In Krakau ist eine Straße nach ihnen benannt.

## Wappen

Wappen Bonarowa

## Residenzen
Den Boner gehörten unter anderem:
- Bonerhaus Krakau
- Burg Kamieniec
- Burg Ogrodzieniec
- Burg Rabsztyn
- Schloss Wohnwitz